# Affaire Dora Peekema-Dibbets
Jonkvrouw Dora Dibbets (16 januari 1898, Tandjong Poera (Sumatra) – 19 maart 1953, Leiden) was een Nederlandse spionne tijdens de Tweede Wereldoorlog. Vermoed wordt dat zij, ondanks dat zij gehuwd was, de minnares van Rijkscommissaris Arthur Seyss-Inquart was. Haar bijnaam was (Mooie) Dolly, vanwege dat zij sluw, mooi en verleidelijk was.
Dibbets was de dochter van Emile Auguste baron Dibbets en Antoinette Maria Johanna Varkevisser. Na twee gestrande huwelijken, uit welk zij ieder een kind had, trouwde zij in 1939 met Wibo Godfried Peekema, regeringsgemachtigde voor het ministerie van Algemene Zaken in Nederlands-Indië. Tijdens haar vorige huwelijken vertoonde zij buitensporig en excentriek gedrag, en hield zij er diverse relaties op na, wat haar in haar woonplaats Batavia (Nederlands-Indië) de bijnaam De Wisselbeker opleverde. In datzelfde jaar vertrok het gezin naar Nederland, waar Peekema hoofd juridische afdeling van het toenmalige ministerie van Koloniën werd. Bij de Bezetting van Nederland in 1940 vluchtte hij met de Nederlandse regering naar Londen. Dibbets bleef met haar dochter achter in Den Haag. Al direct aan het begin van de Bezetting knoopte zij contacten aan met diverse Duitse officieren en hield zij orgiën, waarbij behalve hooggeplaatste Duitse officieren ook de Rijkscommissaris aanwezig was. Na een uit de hand gelopen feest dat aan 'Berlijn' werd gerapporteerd, werd Seyss-Inquart voor deze gebeurtenis naar Berlijn ter verantwoording geroepen.
Dibbets was zeer gehaaid; zij chanteerde jonge mannen, zodat zij geld kon innen voor het aflossen van schulden, het afbetalen van de levensverzekering van haar man en voor levensonderhoud. Wanneer niet zou worden betaald, dreigde zij met ingrijpen door de Duitse autoriteiten.
Peekema was echter niet op hoogte van Dibbets handelwijze en stuurde ongecensureerde brieven in diplomatieke postzakken naar Lissabon. Van daaruit ging de post verder naar Nederland. De in aan haar gerichte brieven bevatten vertrouwelijke kabinetszaken, die zij echter doorspeelde aan de Duitsers. Zij onderhield nauwe contacten met de 'foute' politiecommissaris Hamer, die samenwerkte met de Abwehr. Voorts verzamelde zij informatie voor de bezetters en verraadde verzetsmensen, waardoor in 1942 de Haagse verzetsgroep van Het Parool werd opgerold. Een aantal leden vond daardoor in de Duitse kampen de dood; de leider Wibo Lans werd in 1943 gefusilleerd op de Leusderheide. Zij spioneerde ook voor SS-Sturmbannführer Joseph Schreieder van het Referat IV E van de Gestapo in Den Haag, een van de belangrijkste figuren van het Englandspiel. Voor hem was Dibbets zeer waardevol, mede vanwege de brieven die ze via Portugal van haar man uit Londen toegestuurd kreeg.
In 1942 werd Dibbets door de Abwehrstelle-Brussel als spionne naar Madrid gestuurd met de opdracht amoureuze relaties aan te knopen met de daar aanwezige Amerikaanse officieren om aldus iets te weten te komen over de Geallieerde offensieve plannen. Hierbij wist zij informatie te verkrijgen over Geallieerde invasies op Noord-Afrika en Italië. Zij wilde naar Lissabon doorreizen, insinuerend daar haar man te ontmoeten. Haar bedoeling was de diplomatieke post op te halen en in te zien. Echter, de minister van Buitenlandse zaken, Eelco van Kleffens, instrueerde de gezant in Madrid haar met de grootste voorzichtigheid te benaderen. Zij vroeg een visum voor Engeland aan en de Britten wilden haar dat geven met de bedoeling haar onmiddellijk te arresteren. Uit angst voor een politiek schandaal verzette de Nederlandse regering zich hiertegen. Minister van justitie Jan van Angeren verzocht de minister van Koloniën, Charles Welter, om Peekema te ontslaan vanwege het 'saboterend karakter' van zijn werkzaamheden en het verraad van Dibbets. Dit gebeurde niet, nadat Peekema een zestien bladzijden tellend verweerschrift alle beschuldigingen van de hand wees.
Direct na de bevrijding vluchtten Dibbets en haar dochter via de Rattenlijn naar Milaan, vanwaar zij Peekema via de Nederlandse gezant verzocht geld te sturen, daar zij al haar juwelen en bontmantels had moeten verkopen om in levensonderhoud te kunnen voorzien. Echter, Peekema had inmiddels een eis tot echtscheiding ingediend. Vanuit Nederland kreeg de gezant de instructie Dibbets en haar dochter te arresteren en naar Nederland over te laten brengen. De aanklacht tegen haar betrof het optreden als spionne, verraadster en vertrouwenspersoon van de SD in Nederland, België en Spanje. In augustus 1948 werd Dibbets veroordeeld tot een gevangenisstraf van acht jaar, met aftrek van drie jaar voorarrest. De eis van de Rotterdamse Kamer van het Haags Bijzonder gerechtshof was 15 jaar.
Zij voerde tijdens het proces aan dat haar motief was de behoefte aan geld en pleziertjes. Desgevraagd trachtte getuige Schreieder haar te ontlasten door haar af te schilderen als voor hem onbelangrijk, maar haar onder zijn hoede te hebben genomen opdat zij anderen geen last zou veroorzaken. Na haar vrijlating bracht zij haar laatste levensjaren bij haar dochter in Rijnsburg door.